# Oedenberg (Lauf an der Pegnitz)
Oedenberg ist ein Gemeindeteil der Stadt Lauf an der Pegnitz im Landkreis Nürnberger Land (Mittelfranken, Bayern). Die Gemarkung Oedenberg hat eine Fläche von 1,352 km². Sie ist in 308 Flurstücke aufgeteilt, die eine durchschnittliche Flurstücksfläche von 4391,20 m² haben. In ihr liegen neben dem namensgebenden Ort die Gemeindeteile Gaisreuth und Simmelberg.

## Lage
Das Dorf liegt umgeben von Feldern und Wäldern nördlich der Kreisstraße LAU 14 und westlich von Günthersbühl.

## Geschichte
Oedenberg entstand als Sitz eines Dienstmannengeschlechts auf Reichsgut. Ob der bereits 1166 unter Zeugen genannte Ministeriale „Chonrad de Ödenburc“ zu diesen gehörte, ist ungewiss. Die erste Erwähnung des Ortes geht in das Jahr 1287 zurück. Das Geschlecht der Oedenberger hatte aber bereits 1312, zum Zeitpunkt seiner eigenen Ersterwähnung, den namengebenden Ort nicht mehr im Besitz, denn seit 1304 saßen im Schloss Oedenberg Nürnberger Patrizierfamilien. 
1304 nahm Konrad Pfinzing einen Lehnstausch mit dem Eichstätter Bischof vor, bei dem er diesem seine „freieigenen“ Güter zu Oedenberg zum Lehen auftrug. Das Hochstift Eichstätt blieb Lehnsgeber bis zu seiner Säkularisation 1802. Als Lehnsnehmer folgten 1384 die Vorchtel, vor 1449 die Paumgartner und um 1489/90 die Groland, die das Gut bis zu ihrem Aussterben im Jahr 1720 behielten. Das Herrenhaus, wohl ein steinerner Sockel mit Fachwerkaufsatz, wurde im Zweiten Markgrafenkrieg 1553 zerstört. Lediglich ein kleines Verwalterhaus wurde wiederaufgebaut. Das heutige Herrenhaus entstand 1731 auf den Fundamenten des Vorgängerbaus unter dem neuen Gutsherrn Jobst Wilhelm Ebner. Die Wappen des Erbauers und seiner Frau Maria Sophia Nützel wurden über dem Portal an der Südseite angebracht. Als Zubehör gehörten 1790 fünf Höfe, ein Voitenhaus, ein Wirtshaus, zwei Tropfhäuser sowie ein Hirtenhaus zum Gutsbesitz. 1853 wurde der Besitz veräußert und wechselte in der Folge rasch die Besitzer. 1865 erwarb ihn die Familie Fensel aus Kalchreuth. Im Erdgeschoss betrieb sie eine Schmiede und im ersten Obergeschoss ab 1892 eine Wirtsstube. Die Familie besitzt das Haus noch heute; 1968 entstand ein Erweiterungsbau. Die Gaststätte, zu der auch eine Metzgerei gehört, wird bereits in der 6. Generation als Familienbetrieb geführt.
Der Weiler wurde 1796 von Preußen besetzt. Oedenberg ging 1810 an Bayern. Im Jahr 1843 wurde der Ort vom Landgericht Erlangen an das Landgericht Lauf überwiesen. Am 1. Juli 1971 schloss er sich der Stadt Lauf an.